# روبن روچینا
روبن روچینا (انگلیسی: Rubén Rochina؛ زادهٔ ۲۳ مارس ۱۹۹۱) بازیکن فوتبال اهل اسپانیا است.
از باشگاه‌هایی که در آن بازی کرده‌است می‌توان به باشگاه فوتبال رایو وایکانو، باشگاه فوتبال بلکبرن روورز، باشگاه فوتبال رئال ساراگوسا، باشگاه فوتبال بارسلونا بی، باشگاه فوتبال گرانادا، باشگاه فوتبال بارسلونا، و باشگاه فوتبال والنسیا اشاره کرد.
وی همچنین در تیم‌های ملی فوتبال زیر ۱۷ سال اسپانیا، زیر ۱۸ سال اسپانیا، و زیر ۱۹ سال اسپانیا بازی کرده‌است.